# Association de la presse judiciaire
 (octobre 2021).
L'Association de la presse judiciaire est une association de journalistes spécialisés dans les questions de justice. Elle rassemble des dessinateurs et des journalistes traitant de questions liées à l'organisation de la justice, les enquêtes en cours et la couverture des procès. L'organisation a pour fonction d'organiser et de faciliter les relations entre la presse et l'institution judiciaire et de défendre la Protection des sources d'information des journalistes.
En collaboration avec la direction des Services judiciaires (DSJ) de la chancellerie et les juridictions, elle participe à l'organisation des procès afin de faciliter le travail des journalistes et de veiller à la sérénité des audiences. Elle rassemble aujourd'hui plus de 220 membres de la presse nationale, de la presse régionale, ainsi que des correspondants en France de grands médias étrangers. L'adhésion de nouveaux membres s'effectue chaque année à l'issue d'un vote en assemblée générale.

## Histoire
L'Association de la presse judiciaire est la plus vieille association de journalistes en France[réf. nécessaire]. Elle a été créée le 17 mars 1887 par une quarantaine de chroniqueurs judiciaires au nombre desquels figuraient Alexandre Millerand et Raymond Poincaré, qui deviendront tous deux présidents de la République. Elle rassemble aujourd'hui 230 membres, tous journalistes ou dessinateurs d'audience.
Au nombre des anciennes célébrités de l'Association de la presse judiciaire figurent Gaston Leroux, (1868-1927) le romancier père de Rouletabille, alors journaliste au quotidien Le Matin, admis en février 1894 ; José Moselli (1882-1941), romancier d’aventures populaires publiées aux éditions Offenstadt, dans L’Intrépide, L’Épatant… Plus récemment: Géo London, Pierre Scize, Madeleine Jacob (Libération, puis L'Humanité), Francine Lazurick (L'Aurore), Jean Laborde, journaliste à France-Soir puis à L'Aurore et écrivain; James de Coquet (Le Figaro) ; Georges Walter, Bertrand Poirot-Delpech, journaliste au "Monde et membre de l'Académie française.
Frédéric Pottecher en a été élu président en 1958, puis président d'honneur (1966); Jean-Marc Théolleyre (Le Monde) lui a succédé. Jean-Pierre Berthet (TF1) en a été élu président en 1989 avant d'en devenir président d'honneur. Stéphane Durand-Souffland (Le Figaro) lui a succédé entre 2005 et 2011. Parmi les anciens responsables de l'association, on peut nommer Marie-Louise Oriol (AFP), Charles Blanchard (France-Soir), Annette Kahn (L'Aurore puis Le Point, Le Quotidien de Paris, L'Événement du jeudi), Daniel Schneidermann (Le Monde), Laurent Greilsamer (Le Monde), Bertrand Le Gendre (Le Monde).
Le siège et les bureaux de l'A.P.J. sont installés depuis l'origine au Palais de justice de Paris, aujourd'hui siège de la cour d'appel et de la cour de cassation. Depuis 2018, l'association bénéficie également de bureaux au sein du tribunal judiciaire de Paris.

## Bureau 2023-2026
- Présidente : Marine Babonneau (Le Canard Enchainé)
- Vice-président : Jean-Philippe Deniau (France Inter)
- Secrétaire Générale : Noémie Schulz (franceinfo tv)
- Trésorier : Pierre-Antoine Souchard (Indépendant)
- Délégués : Stéphane Durand Souffland (Le Figaro), Eric Dussart et Thomas Prouteau (RTL)

## Bureau 2017- 2023
- Président : Jean-Philippe Deniau (France Inter)
- Vice-président : Pierre-Antoine Souchard (Indépendant) puis Marine Babonneau (Le Canard Enchainé)
- Secrétaire générale : Anne-Sophie Martin (Indépendante)
- Trésorière : Marine Babonneau (Dalloz Actualité) puis Pierre-Antoine Souchard (indépendant)
- Délégués : Pascale Egré (Le Parisien) puis Eric Dussart (La Voix du Nord) ; Sophie Neumayer (France Télévision) ; Delphine Gotchaux (Franceinfo) puis Chloé Triomphe (RTL)

## Bureau 2011 - 2017
- Président : Pierre-Antoine Souchard (Associated Press)
- Vice-président : Jean-Philippe Deniau (France Inter)
- Secrétaire générale : Anne-Sophie Martin (M6)
- Trésorières : Dorothée Moisan (AFP) puis Marine Babonneau (Dalloz Actualité)
- Délégués : Eric Pelletier (L'Express), Pascale Egré (Le Parisien), Hélène Lecomte (LCI) et Chloé Triomphe (RTL)

## Protestations contre les atteintes à la liberté de la presse
Le 8 novembre 2010, l'Association de la Presse judiciaire a publié dans Le Monde un texte sur la liberté d'expression et le journalisme.
Le président de la cour d'assises spéciales de Paris, Philippe Vandingenen, qui juge des membres présumés de l'ETA, a validé le 16 décembre 2010 la demande des accusés de ne pas être croqués par les journalistes dessinateurs. Les journalistes et dessinateurs présents ont alors quitté l'audience. Le 23 novembre, à la demande du principal accusé Mikel Albizu Iriarte alias "Antza", Philippe Vandingenen avait déjà exclu un dessinateur. Dans une lettre adressée au Premier Président de la Cour d'appel de Paris, le président de l'Association de la presse judiciaire, Stéphane Durand-Souffland, proteste contre cette censure inouïe d'une des libertés de la presse,.

## Liens
- Site officiel